# Cuterebra ornata
Cuterebra ornata är en tvåvingeart som beskrevs av Bau 1928. Cuterebra ornata ingår i släktet Cuterebra och familjen styngflugor.
Artens utbredningsområde är Costa Rica. Inga underarter finns listade i Catalogue of Life.